# Live and Let Live (10cc)
Live and Let Live è un album dal vivo del gruppo rock britannico 10cc, pubblicato nel 1977.

## Tracce
Side 1
1. The Second Sitting for the Last Supper
2. You've Got a Cold
3. Honeymoon with B Troop
4. Art for Art's Sake
5. People in Love

Side 2
1. The Wall Street Shuffle
2. Ships Don't Disappear in the Night (Do They?)
3. I'm Mandy, Fly Me
4. Marriage Bureau Rendezvous

Side 3
1. Good Morning Judge
2. Feel the Benefit
3. The Things We Do for Love

Side 4
1. Waterfall
2. I'm Not in Love
3. Modern Man Blues

## Formazione
- Eric Stewart - voce, chitarra, piano
- Graham Gouldman - voce, basso, chitarra
- Rick Fenn - cori, basso, chitarra
- Tony O'Malley - voce, piano, organo, moog
- Paul Burgess - batteria, percussioni, piano
- Stuart Tosh - cori, batteria, percussioni